# Crocus leichtlinii
Crocus leichtlinii är en irisväxtart som först beskrevs av Dewer, och fick sitt nu gällande namn av Edward Augustus Bowles. Crocus leichtlinii ingår i släktet krokusar, och familjen irisväxter. Inga underarter finns listade i Catalogue of Life.

## Bildgalleri

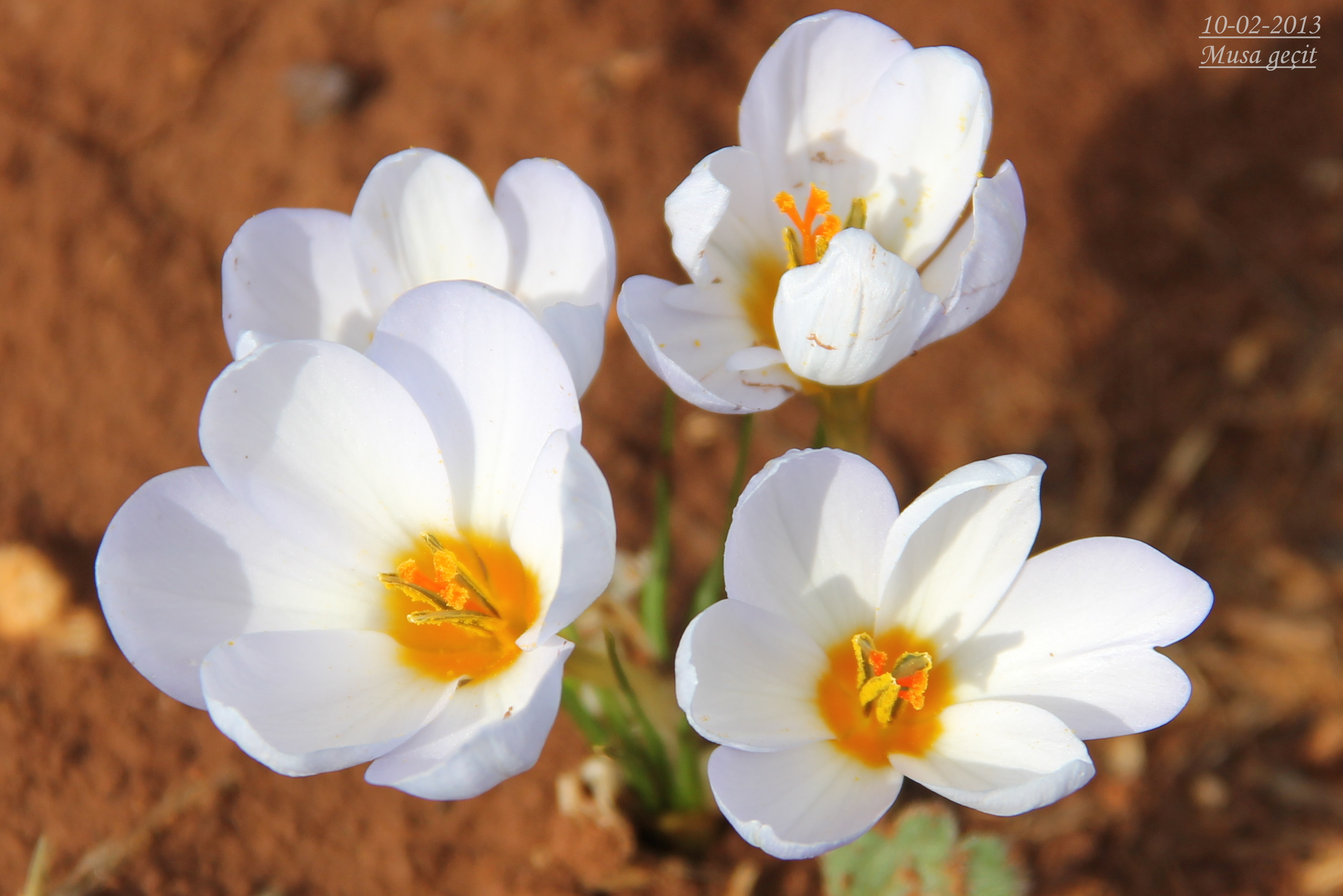